# Dubbo City
Koordinaten: 32° 15′ S, 148° 36′ O

Dubbo City war ein lokales Verwaltungsgebiet (LGA) im australischen Bundesstaat New South Wales. Das Gebiet war 3428 km² groß und hatte zuletzt knapp 39.000 Einwohner. 2016 wurde es mit dem Wellington Council zur Dubbo Region vereinigt.
Dubbo lag in der North-Western-Region des Staates etwa 410 km nordwestlich der Metropole Sydney. Das Gebiet umfasste 79 Ortsteile und Ortschaften, darunter Brocklehurst, Dubbo, Eumungerie, Mogriguy, Rawsonville, Toongi, Wongarbon und Teile von Geurie und Minore. Der Sitz des City Councils befand sich in Dubbo im Zentrum der LGA, wo heutzutage  über 34.000 Einwohner leben.

## Verwaltung
Der Dubbo City Council hatte zwölf Mitglieder, die von allen Bewohnern der LGA gewählt wurden. Dubbo war nicht in Bezirke untergliedert. Aus dem Kreis der Councillor rekrutierte sich auch der Mayor (Bürgermeister) des Councils.